# 雅玛里克山
雅玛里克山（简称：雅山，拉丁蒙古文：Yamaalag；西里尔蒙古文：Ямаалаг；也被称为：妖魔山）是位于新疆维吾尔自治区乌鲁木齐市沙依巴克区的天山余脉。《西域同文志》中记载此山为厄鲁特蒙古语“雅玛里克鄂拉”，“鄂拉”为蒙古语中的山。现作为雅玛里克山旅游风景区对外开放。雅玛里克山曾是秃山，1996年开始，经过20年超百万人次参与的绿化植树项目后，共造林3.5万亩，植树超过355万株，实现了雅玛里克山绿化全覆盖。山上有青龙塔、久久世纪亭、雅玛里克山精品园等景点。2003年曾被评为乌鲁木齐“新十景”。

## 地理信息
雅玛里克山天山余脉。行政区划分上，雅玛里克山坐落于新疆维吾尔自治区乌鲁木齐市西北部，沙依巴克区境内。雅玛里克山呈东北—西南走向，海拔900米到1300米，南高北低，长9千米左右，宽则大概5千米。景区内最高峰为海拔1394.6米的青年峰。山区地表面积40平方千米，山体周边面积超过16平方千米，可绿化面积20平方千米。雅玛里克山是在晚二叠纪，因为深海湖相沉积而形成的。油页岩和片麻岩构成了雅玛里克山的主要地质构造。河流相灰色砾石层和亚砂土或亚粘土组成了山体，土壤类型为碱性栗钙土和棕钙土。雅玛里克山属于中温带大陆干旱气候，春秋季湿润，夏季干燥炎热，冬季寒冷漫长，且会有逆温层出现。日温差较大。年均气温7.5℃，最高温度37.7摄氏度，最低温度则为-19.1摄氏度，无霜期为172天。年降水量超过266毫米，年蒸发量则超过2,700毫米。雅玛里克山位于乌鲁木齐市的上风口，全年主要为年均风速2.7米每秒的北风及级北风，每年9级以上的大风天数为15天，所以雅玛里克山也是曾经市区降尘的主要来源地。

## 名称、传说与景点

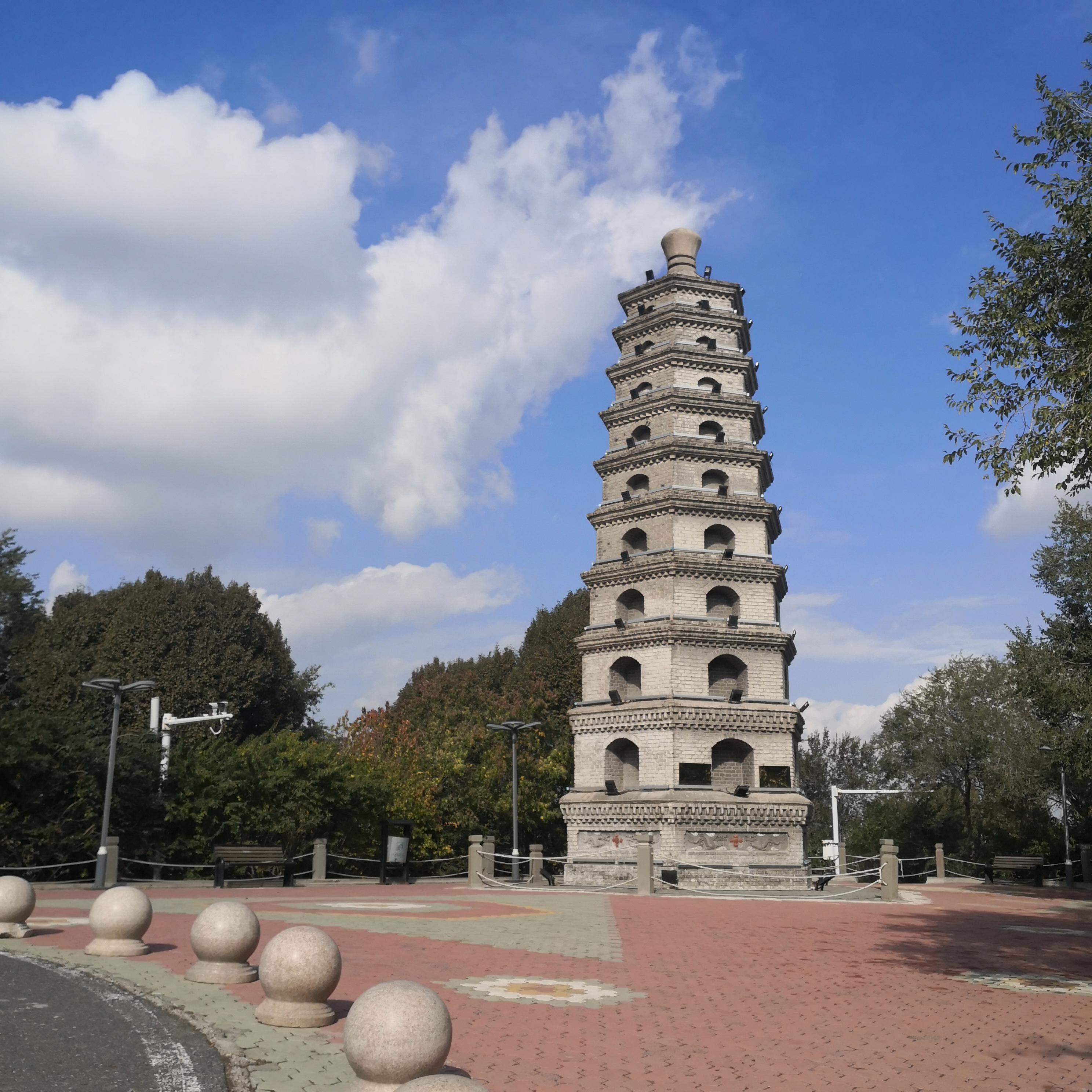
雅玛里克山青龙塔

雅玛里克山是曾经在这游牧的厄鲁特部落牧民对这座山的蒙古语称呼，“Yamaalag”，也就是“山羊之家”的意思。后有将“雅玛里克”中的“雅玛”讹传为“妖魔”，故该山在民间也被称作为“妖魔山”。清朝乾隆年间，雅玛里克山曾被改称为“福寿山”。因为雅玛里克山是市区附近地势较高的地方，当雅玛里克山山顶笼罩有云层时，往往伴随着下雨或者下雪，所以有“云罩妖魔山，地下水漂船”、“妖魔山带帽，水龙王必到”等民间谚语，也因此该山也被称为过“灵应山”。1986年，该山正式被命名为雅玛里克山，不过之后也有使用“妖魔山”作为该山名称的情况。
流传较广的关于雅玛里克山的民间传说有两则。其一为因雅玛里克山的气候多变，加之有传说称雅玛里克山上有妖魔横行，使得雅玛里克山有了是《西游记》里牛魔王的住所所在地的说法。还有另一个传说，青烈龙与赤鳞龙为两兄弟，曾经因为触犯天条而被贬入人间。然而到了人间的两条龙并没有吸取教训，反而继续作祟，使得乌鲁木齐经常发生水灾等灾祸，危害百姓。王母娘娘为了教训青烈龙与赤鳞龙，便将两只龙分别镇压在雅玛里克山与乌鲁木齐市红山公园之下。

### 青龙塔
清朝时，位于雅玛里克山与红山之间的乌鲁木齐河时常泛滥成灾，乾隆五十三年（公元1778年），乌鲁木齐都统尚安为了“镇山锁水”，在雅玛里克山山顶与红山山顶分别建造了一座高超过10米的六面九级八角顶实心青砖塔。与红山的赤龙塔相对应，雅玛里克山上的青砖塔被称为青龙塔。用两座龙塔来震慑泛滥的河水。该塔1972年在一次风灾之中毁坏，到了1985年此塔被重建为14米塔基座呈六边形的砖砌筒式高塔。青龙塔由基座、塔身、和塔刹组成，塔基平面呈圆形，塔身有明显的收分。每面都有券形龛。

### 久久世纪亭
2005年4月30日，雅玛里克山的久久世纪亭作为当时乌鲁木齐最高标志性建筑竣工。大概15米高的久久世纪亭的建设是沙依巴克区政府为了纪念为雅玛里克山绿化做出贡献的人们而投资兴建的。久久世纪亭的建筑方式是采用钢结构外挂式大理石的方式，久久世纪亭由9根长9米，直径90厘米的圆柱以及被圆柱支撑着半径6米多的亭顶构成。久久世纪亭是可以一览乌鲁木齐市全景的景点。2013年，乌鲁木齐市第三届运动会的火种采集仪式在此进行。2019年10月，乌鲁木齐市沙依巴克区林业园林管理局发布久久世纪亭修缮工程的洽谈公告。

## 绿化工程
因为过度放牧以及气候干旱少雨，导致了雅玛里克山成为曾经乌鲁木齐市区最大的一座荒山。同时由于植被稀少、水土流失且荒山裸露，每当遇到大风天气，山上的沙尘便会随风被吹向城区。雅玛里克山的生态污染导致当时沙依巴克区的月均降尘量占全乌鲁木齐市的月降尘量的91.2%，超过了26吨每平方公里。又因为乌鲁木齐市三面环山以及不合理的工业布局导致当时乌鲁木齐有严重的空气污染。虽然一些居民和单位在此进行了植树活动，但因为条件所限并未形成规模。
1995年，雅玛里克山的绿化工程正式启动。新疆维吾尔自治区人民政府投资超过70万元人民币在雅玛里克山上建造相关的基础设施。这一年，在雅玛里克山上挖坑150亩，种植100棵树木。为雅玛里克山的绿化打下了基础。到了1997年，共发动超过35万人次参加雅玛里克山荒山绿化的义务劳动。3年植树超过2.1万株，面积将近500亩。投资超过700万元人民币铺设近7800米的引水渠道及灌溉管道并修建超过4.6千米的简易公路，以及包括2座蓄水池在内的其他基础设施。到了2000年，参加植树造林义务活动的人次增加到了52万人，累计植树9.7万株，种草2万平方米，绿化面积达到了233.3公顷，到2000年，累计铺设水管30千米，铺筑沥青路3千米。这一年，雅玛里克山污水处理工程正式开工。2002年，乌鲁木齐市人民政府出台《乌鲁木齐市荒山绿化承包管理办法》，通过免农业税，50年不变土地使用权等政策吸引社会资金加入绿化荒山的队伍。2003年，雅玛里克山污水处理厂开始试运行，解决了绿化用水的问题。这一年绿化面积达到了4千亩，近14万棵树木被种植。除此之外，还建设了一个30多亩的精品园以及完成了6千米的行道树项目。2004年，雅玛里克山光明村旁铁路线15千米长存在了30年的垃圾带被清理。2012年，沙依巴克区政府开始实施“五彩雅山”工程。此工程目的是在雅玛里克山前山的100公顷林地及花卉基地和大苗基地中，丰富山区的树木种类并注重树形、色彩等效果。使雅玛里克山发挥其城市“绿肺”的功能并带动环雅玛里克山经济带的建设。到了2016年，雅玛里克山累计绿化面积达到了26,500亩，种植树木的数量达到了73万株，月降尘量较1997年下降1.7吨每平方公里。2017年，乌鲁木齐市开始在雅玛里克山开展“树上山”项目，这一年6.9万人次种植了超过10.5万株树木，到了2018年，先后又种下了超过147万株树木。两年种植面积达1.44万亩。2019年，雅玛里克山在经历了一年的论证、修建到推广的过程之后，实现了节水灌溉自动化。11月15日，随着沙依巴克区园林队种下100棵红枫树后，在经过20多年，超过1百万人参与，累计造林3.5万亩，植树超过355万株之后，最终实现了雅玛里克山绿化全覆盖。

## 生物资源
雅玛里克山共有223种植物，37科147属。其中具有优势度的科是藜科有15属31种，菊科有23属40种，禾本科的16属24种，豆科的11属14种以及十字花科包括14属21种。这几科占雅玛里克山植物总属的54%和植物总数的58%。雅玛里克山上也有很多单科单属的植物，比如荨麻科，白花丹科，牻牛儿苗科，鸢尾科，大麻科，柳叶菜科，榆科，石蒜科以及莎草科等。除此之外，山上也存在唇形科、百合科、蔷薇科、石竹科、柽柳科等植物。
雅玛里克山上生存着许多土壤动物。至少有6门16纲35目的土壤动物生存在这里，其中的优势类群为真螨目和弹尾目，有8种常见类群分别是寄螨目、三肠目、膜翅目、茅线目、双翅目幼虫、垫刃目、鞘翅目以及半翅目。另外还有25种稀有类群。雅玛里克山上也出现了很多野生动物的踪迹。国家二级保护动物马鹿以及呱啦鸡、狐狸、刺猬、黄鼠狼、野兔、蛇等其他野生动物都曾在雅玛里克山上出现过。

## 棚户区改造

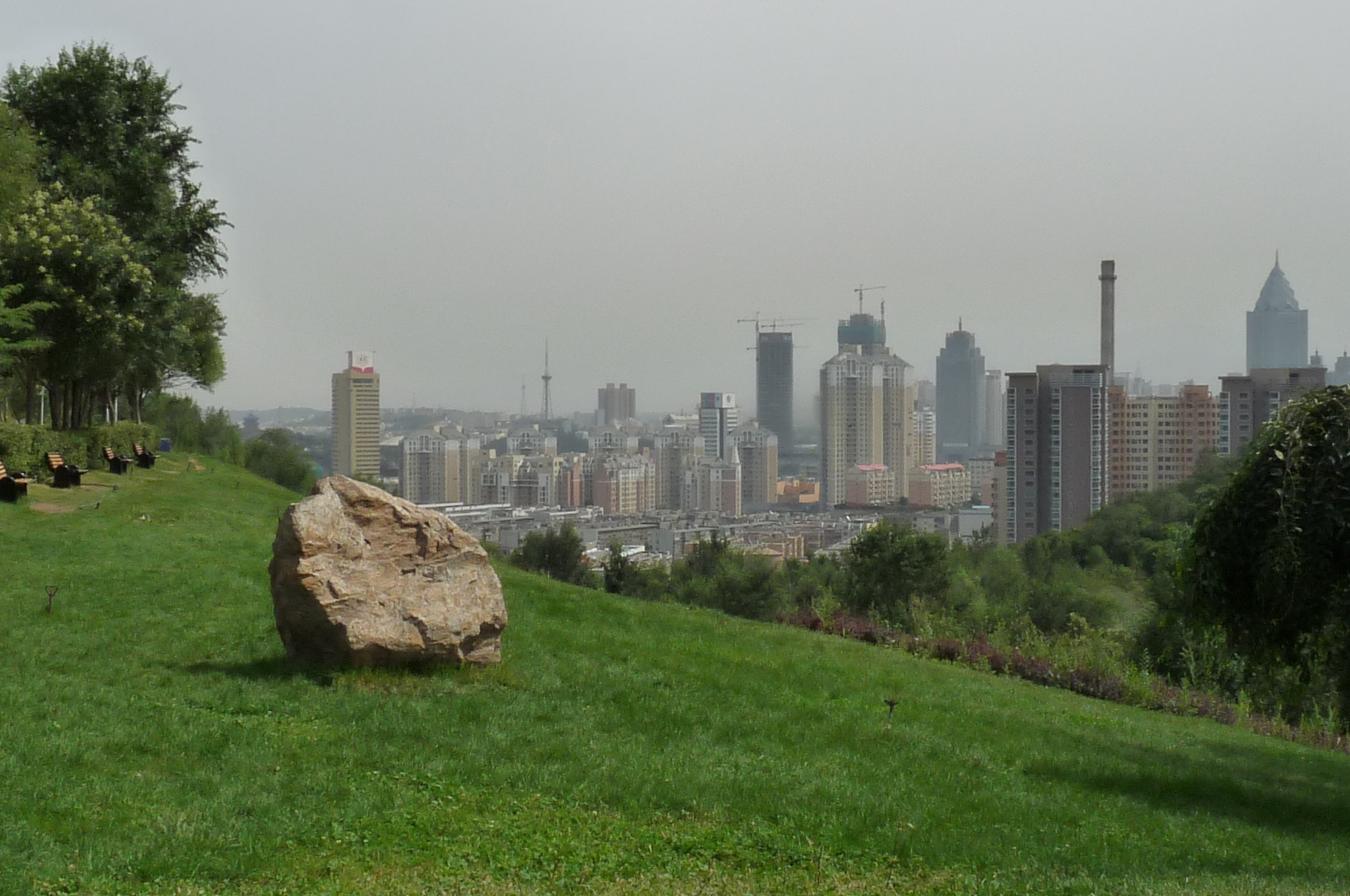
从雅玛里克山眺望乌鲁木齐市区

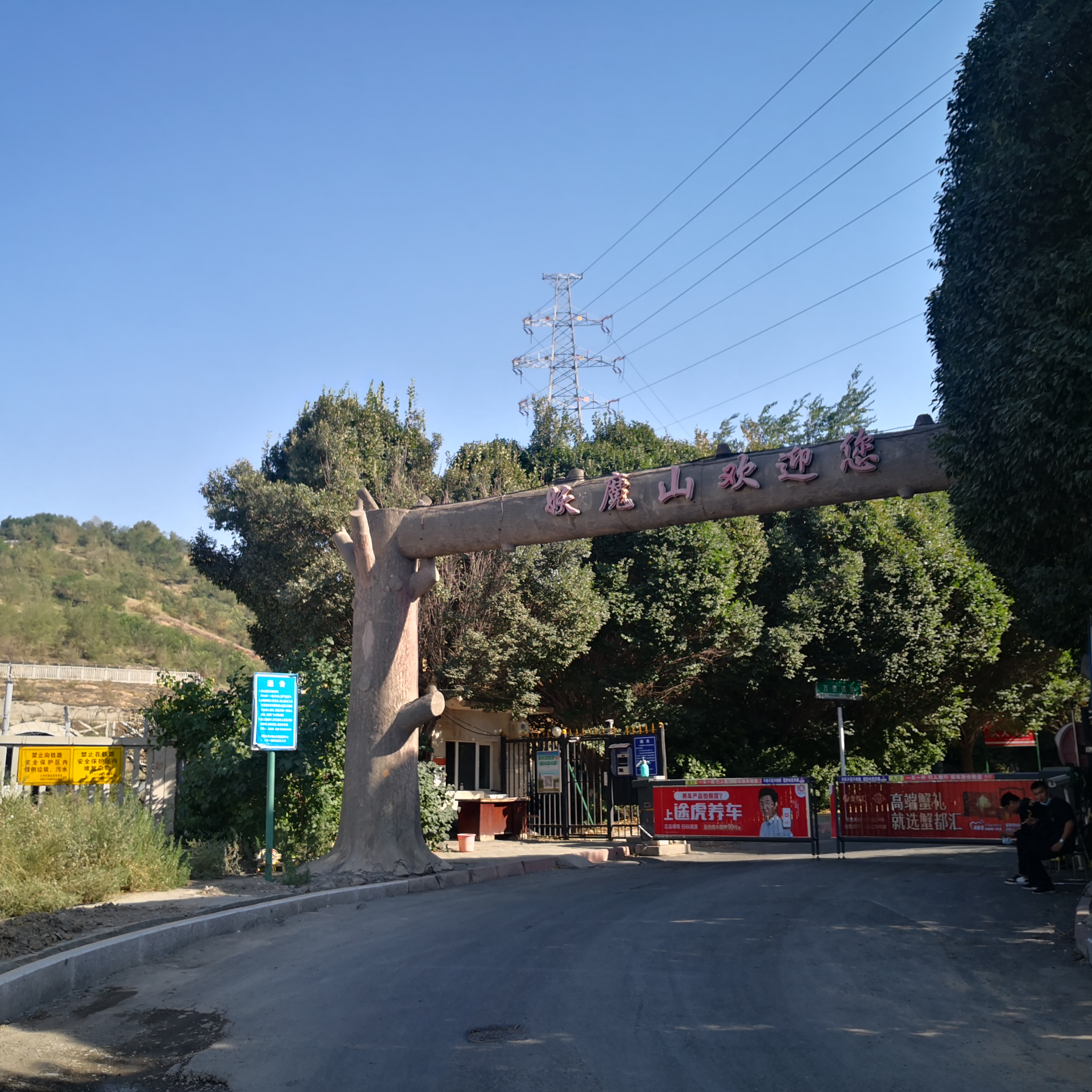
妖魔山（雅玛里克山）门

20世纪60年代中后期，因饥荒、躲避政治运动等因素，很多其他省份或疆内其他地区的人自发地来到乌鲁木齐。因为雅玛里克山紧邻乌鲁木齐火车站以及碾子沟汽车客运站，加上几乎没有在雅玛里克山居住的本地人，所以雅玛里克山成为了这些移民落脚的第一站。这些人开始在雅玛里克山东坡搭建简易房屋，这也是后来棚户区形成的原因。因为这些移民大多没有正当职业，多以拾荒为生，当地人开始称这块地方为盲流村。文化大革命期间，虽然对盲流村进行过清理和整治，但此地人口规模还是在增大。文革结束后，一些移民离开了盲流村，而留在此地的移民使用积攒下来的财富翻新了原有的棚户。80年代开始，来自南疆的维吾尔族农民开始进城务工，盲流村的地理优势也吸引了初来乍到的农民工，此地开始成为进城务工的流动人口的聚居地。雅玛里克山的这块地区因离火车站距离近，60年代中期曾被划拨给了铁路系统，铁路系统将土地分配给了职工，铁道职工们开始在这个地方建造住房。也是因为自行建房，这一带的房屋缺少规划，条件也简陋。80年代后，原来的铁路职工慢慢地搬离此地，而空闲下来的房屋则出租给了此时大量涌入的流动人口。原本的住户逐步搬离，新的住户则多是流动人口，雅玛里克山一带的住房管理逐步停滞。排水沟、垃圾堆无人清理，使得这些住房与棚户区几乎没有差别。90年代末到21世纪初，随着西部大开发战略的启动，越来越多的来自外省的人口开始流入乌鲁木齐。90年代中期，这里发展成火车站以北，沿雅玛里克山东坡10公里的狭长且密集的棚户区，甚至在山腰处都出现了一些自建房。
1980年代，乌鲁木齐市政府设立雅玛里克山街道办事处开始对该地进行管理。公安局在此建立雅玛里克山派出所，对此地流动人口社区进行常态化管理。2001年，多个社区居民委员会组成了社区管理委员会。2009年11月，雅玛里克山街道办事处改为街道管理委员会。2010年，乌鲁木齐市开展的棚户区改造工程中，雅玛里克山棚户区被列入首批改造计划之中。计划中市政府投资10亿元三年内将棚户区内的7822户民居进行改造，五年内将拆迁人口安置完毕并重新修建铁路和房屋。棚户区改造规划总面积近8公顷，建设用地面积超过7.5公顷。到2015年，已有4000多户居民搬离了棚户区，搬进了楼房。

## 评选与投资
2003年12月，雅玛里克山以妖魔山的名字被评选为乌鲁木齐“新十景”之一。2006年，雅玛里克山公园被评为国家AAA景区，然而在2013年新疆旅游景区专项整治工作中，雅玛里克山景区被取消了3A级景区的称号。2012年，雅玛里克山被乌鲁木齐市委市政府纳入“五山一园”建设范围。2013年，预计投资150亿元人民币的雅玛里克山整体开发项目开工建设。2015年，由入口广场区、“扬帆”景石观赏区、友谊健身园等区域组成的雅玛里克山精品园作为北京市西城区与乌鲁木齐市沙依巴克区建立友好区20周年的园林标志免费向公众开放。精品园投资1,300万人民币，规划面积超4万平方米。2017年的乌鲁木齐市政协十三届一次会议上，乌市政协委员、民盟乌鲁木齐市委会驻会副主任兼秘书长陈志梅曾提出要在雅玛里克山上建立气象公园。